# Постілка

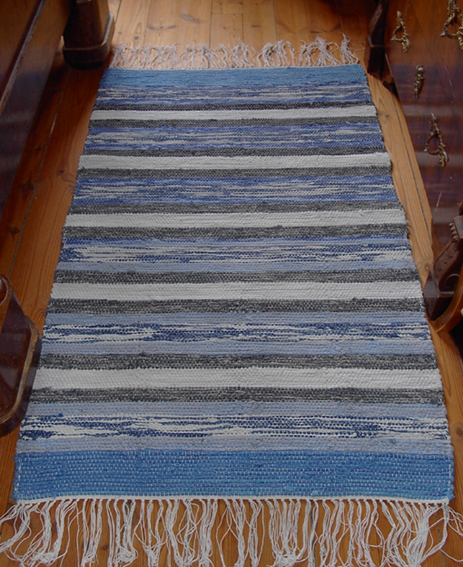
Постілка-доріжка. Швеція

Пості́лка, також пі́дсти́лка, пі́лка, рідко полови́к — килим або шматок ряднини, що його звичайно стелять на підлогу. Довгі вузькі постілки також називають доріжками (розм. хідники).
Невеликі постілки можуть використовуватися як придверні килимки — для витирання ніг перед входом, більш довгі — як утеплювач для холодних підлог.

## Матеріал

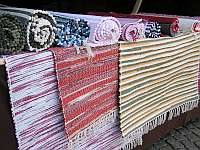
Домотканні постілки. Словаччина

Доморобні постілки роблять з різноманітних матеріалів: смуг або клаптиків старої тканини, вовни, мачули, рогозу, джуту, сизалю. Плетені зі стебел рослин постілки прийнято звати матами чи циновками. Часто матеріалом саморобних постілок є старий одяг, розрізаний на вузькі смуги, які переплітають на ручному ткацькому верстаті, або клаптики, що зшивають між собою на зразок клаптикової ковдри. Постілки бувають і в'язаними. За постілки можуть використовувати інші тканинні вироби — рядна (верети), рогожі.
Фабричні можуть виробляти з тканини, але й інших матеріалів — пластику, гуми.

## Різновиди

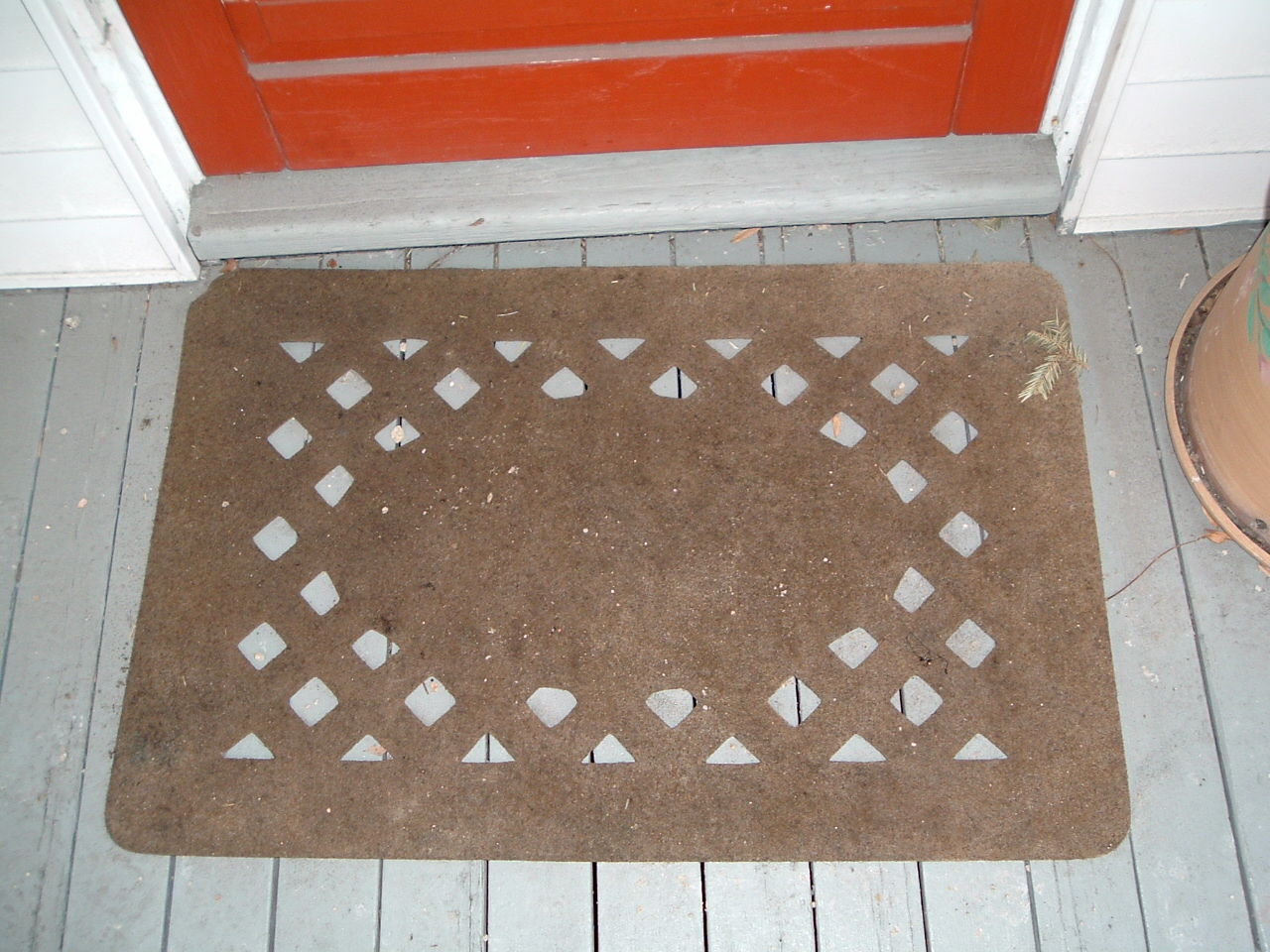
Придверний килимок

- Придверні постілки — короткі, призначені для витирання взуття (для цієї мети використовують і ганчірку). Зараз поширені придверні килимки фабричного виробництва.
- Доріжки — довгі вузькі килимки, призначені для утепління підлог, а також для декоративних цілей. Часто бувають плетеними зі смуг старої тканини.
- Приліжкові килимки — постілки з м'яких теплих матеріалів, їх стелять біля ліжка.
- Постілки для ванної кімнати — зараз їх роблять зі синтетичних матеріалів
- Автомобільні килимки — постілки у салоні автомобіля